# Рукометна репрезентација Југославије
Рукометна репрезентација Југославије је рукометни тим који је представљао СФР Југославију на међународним такмичењима и био је под контролом Рукометног савеза Југославије. Највећи успеси су златне медаље на Олимпијским играма 1972. и 1984, као и златна медаља на Светском првенству 1986.

## Учешћа на међународним такмичењима

### Олимпијске игре
| Година | Пласман      | ИГ           | П            | Н            | И            | ГД           | ГП           | ГР           |
| ------ | ------------ | ------------ | ------------ | ------------ | ------------ | ------------ | ------------ | ------------ |
| 1972.  | 1. место     | 6            | 6            | 0            | 0            | 122          | 89           | +33          |
| 1976.  | 5. место     | 5            | 4            | 0            | 1            | 110          | 93           | +17          |
| 1980.  | 6. место     | 8            | 5            | 0            | 3            | 195          | 159          | +36          |
| 1984.  | 1. место     | 6            | 5            | 1            | 0            | 141          | 93           | +48          |
| 1988.  | 3. место     | 6            | 4            | 1            | 1            | 143          | 132          | +11          |
| 1992.  | Суспендована | Суспендована | Суспендована | Суспендована | Суспендована | Суспендована | Суспендована | Суспендована |
| Укупно | 5/6          | 31           | 24           | 2            | 5            | 711          | 566          | +145         |

### Светско првенство
| Година | Пласман          | ИГ               | П                | Н                | И                | ГД               | ГП               | ГР               |
| ------ | ---------------- | ---------------- | ---------------- | ---------------- | ---------------- | ---------------- | ---------------- | ---------------- |
| 1954.  | Није учествовала | Није учествовала | Није учествовала | Није учествовала | Није учествовала | Није учествовала | Није учествовала | Није учествовала |
| 1958.  | Није учествовала | Није учествовала | Није учествовала | Није учествовала | Није учествовала | Није учествовала | Није учествовала | Није учествовала |
| 1961.  | Није учествовала | Није учествовала | Није учествовала | Није учествовала | Није учествовала | Није учествовала | Није учествовала | Није учествовала |
| 1964.  | 6. место         | 6                | 2                | 2                | 2                | 102              | 96               | +6               |
| 1967.  | 7. место         | 6                | 4                | 0                | 2                | 136              | 110              | +26              |
| 1970.  | 3. место         | 6                | 3                | 1                | 2                | 119              | 80               | +39              |
| 1974.  | 3. место         | 6                | 3                | 0                | 3                | 106              | 105              | +1               |
| 1978.  | 5. место         | 6                | 4                | 1                | 1                | 108              | 96               | +12              |
| 1982.  | 2. место         | 7                | 4                | 1                | 2                | 183              | 155              | +28              |
| 1986.  | 1. место         | 7                | 7                | 0                | 0                | 168              | 145              | +23              |
| 1990.  | 4. место         | 7                | 4                | 0                | 3                | 169              | 156              | +13              |
| Укупно | 8/11             | 51               | 31               | 5                | 15               | 1091             | 943              | +148             |

1954–1961. као  ФНР Југославија